# Tanarctus arborspinosus
Tanarctus arborspinosus är en djurart som tillhör fylumet trögkrypare, och som beskrevs av Lindgren 1971. Tanarctus arborspinosus ingår i släktet Tanarctus och familjen Halechiniscidae. Inga underarter finns listade i Catalogue of Life.